# Konferencja mesyńska
Konferencja mesyńska – konferencja polityczna, która odbyła się w dniach 1–3 czerwca 1955 w Mesynie we Włoszech.
Na początku 1955 holenderski minister spraw zagranicznych Jan Willem Beyen opracował tzw. plan Beyena, w którym opowiadał się za powołaniem Europejskiej Wspólnoty Gospodarczej. Prace nad utworzeniem proponowanej wspólnoty rozpoczęły się po podjęciu odpowiedniej decyzji przez ministrów spraw zagranicznych państw EWWiS na konferencji w Mesynie (Gaetano Martino – Włochy, Jan Willem Beyen – Holandia, Antoine Pinay – Francja, Joseph Bech – Luksemburg, Walter Hallstein – RFN i Paul-Henri Spaak – Belgia). Wówczas zgodzono się również na utworzenie wspólnoty zajmującej się pokojowym wykorzystaniem energii atomowej (Euratom).